# Neuendamm
Neuendamm ist ein Ortsteil der Stadt Bremervörde im Landkreis Rotenburg (Wümme) in Niedersachsen.

## Geographie
Neuendamm liegt rund fünf Kilometer nördlich von Bremervörde und zwischen Mehe und Oste. Der Ort liegt im Vörder Moor, einem Außengebiet des Teufelsmoores.

## Geschichte
Neuendamm wurde 1780 von Jürgen Christian Findorff im Zuge der Moorkolonisierung des Teufelsmoores gegründet. Im Jahr 1789 wird angegeben, dass der Ort über elf Häuser verfüge, in denen 57 Einwohner, darunter 34 Kinder, lebten.
Im Jahr 1929 wurde Neuendamm zusammen mit Iselersheim, Hönau und Lindorf zur Gemeinde Sanddamm zusammengefasst.